# Dasumia canestrinii
Dasumia canestrinii är en spindelart som först beskrevs av Ludwig Carl Christian Koch 1876.  Dasumia canestrinii ingår i släktet Dasumia och familjen ringögonspindlar. Inga underarter finns listade i Catalogue of Life.